# Another Lonely Night
Another Lonely Night è un brano musicale eseguito da Adam Lambert e pubblicato come secondo singolo estratto dall'album The Original High. Il brano è stato reso disponibile per il download digitale dal 9 ottobre 2015.